# ポスト郡区 (アイオワ州アラマキー郡)
ポスト郡区（英: Post Township）は、アメリカ合衆国、アイオワ州、アラマキー郡（Allamakee County）にある18の郡区の一つである。2000年の国勢調査で、人口は2404人だった。

## 地理
ポスト郡区は、91.0平方キロメートル（35.14平方マイル）で、Postvilleが含まれている。アメリカ地質調査所によると、この郡区はEvergreenとPost TownshipとSmithの3つの霊園が含まれている。